# Howea
Genre
Classification phylogénétique
Espèces de rang inférieur
- Howea belmoreana (C.Moore & F.Muell.) Becc.
- Howea forsteriana (F.Muell.) Becc.

Howea est un genre de plantes de la famille des Arecaceae (palmiers) endémique de l'île de Lord Howe, située près de la côte Est de l'Australie.

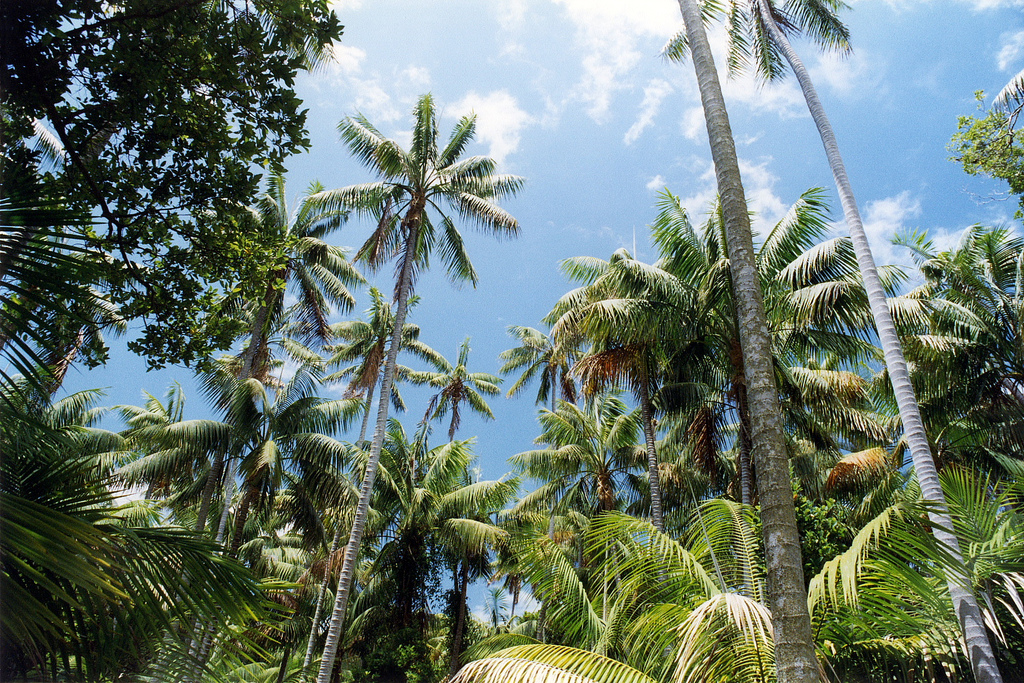
Howea forsteriana dans son habitat naturel (ile de Lord Howe).

## Classification
- Sous-famille : Arecoideae.
  - Tribu : Areceae
    - Sous-tribu : Laccospadicinae[1]

Le genre partage sa sous-tribu avec les genres suivants : Linospadix, Laccospadix, Calyptrocalyx.
Il comprend deux espèces : 
- Howea belmoreana (C.Moore & F.Muell.) Becc., Malesia 1: 66 (1877),
- Howea forsteriana (C.Moore & F.Muell.) Becc., Malesia 1: 66 (1877).

Les deux espèces sont menacées et classées vulnérables sur la Liste rouge de l'UICN.

## Habitat
L'habitat naturel est variable. Il prospère sur les sables coralliens mais pousse aussi dans les montagnes sur des sols basaltiques.
Il est abondamment planté en dehors de son milieu d'origine comme plante décorative. Il est notamment très répandu comme plante d'intérieur.

## Description
- Stipe. Le stipe est solitaire, lisse et irrégulièrement annelé. Il mesure jusqu'à 10 mètres de haut.
- Feuilles. Les feuilles sont pennées et la base est recouverte de longs fils. Les segments sont régulièrement répartis le long de la feuille.

H. belmoreana est un palmier dont le stipe peut atteindre 10 mètres. Les feuilles sont vert foncé, à la forme très arrondie, espacées régulièrement, et forment une large couronne.

## Utilisation
Howea forsteriana est souvent cultivé en pot comme plante d'appartement sous le nom de « kentia ».